# NGC 5970
NGC 5970 هي مجرة تتبع كوكبة الحية. اكتشفها ويليام هيرشل في 1784.

## روابط خارجية
- NGC 5970 على موقع ويكي سكاي: DSS2, SDSS, GALEX, IRAS, Hydrogen α, X-Ray, Astrophoto, Sky Map, Articles and images